# Pilbara
Pilbara je region v severní části Západní Austrálie. Je jednou z devíti oblastí (s výjimkou hlavního města Perthu), na které byla Západní Austrálie rozdělena podle zákona o regionálním rozvoji z roku 1993. Má rozlohu 507 896 km² a žije v něm 66 300 stálých obyvatel a okolo padesáti tisíc sezonních dělníků. Okolo patnácti procent obyvatelstva tvoří domorodí Austrálci. Největším městem je Karratha, dalšími významnými centry jsou Port Hedland, Newman, Dampier a Marble Bar.

## Geografie
Oblast patří geologicky k nejstarším na Zemi, o čemž svědčí časté nálezy stromatolitů z období archaika. Přímořská rovina přechází směrem do vnitrozemí v Hamersleyovo pohoří s nejvyšší západoaustralskou horou Mount Meharry (1249 m n. m.), východní část Pilbary u hranice se Severním teritoriem pokrývá Velká písečná poušť. K regionu patří také Dampierovo souostroví a souostroví Montebello v Indickém oceánu. Místní řeky jsou po většinu roku vyschlé, k nejvýznamnějším patří Fortescue, Ashburton a Yule. Pilbara má horké a suché klima (v Marble Bar byla naměřena rekordní teplota 49 °C), rostou zde především akácie a spinifex, zdejším endemickým živočichem je vačínek ningaui, jeskyně oplývají bohatou podzemní faunou. Nachází se zde národní park Karijini a národní park Millstream Chichester.

## Historie
Jako první Evropan tuto oblast prozkoumal v roce 1861 Francis Thomas Gregory, jejímu osídlení napomohl nález zlata na říčce Pilbarra Creek v roce 1885. Ekonomika Pilbary je založena na těžbě nerostů, pastevectví a rybolovu. Důl Tom Price je největším australským producentem železné rudy, těží se zde také zemní plyn, zlato, měď, azbest, mangan, molybden, lithium a tantal. V roce 1952 proběhl na ostrovech Montebello první britský test atomové bomby.

## Etymologie
Název pochází z řeči domorodců: buď z výrazu „bilybara“ (suchý) nebo z „pilbarra“, což znamená rybu cípala. Podle regionu je pojmenován pravěký kontinent Vaalbara a také rod much Pilbara.